# Brandshagen
Brandshagen ist ein Ortsteil der Gemeinde Sundhagen im Landkreis Vorpommern-Rügen.

Brandshagen zwischen 1880 und 1920

## Geografie
Brandshagen liegt 10,5 Kilometer südöstlich von Stralsund, 17 Kilometer nordöstlich von Grimmen und 21 Kilometer nordwestlich von Greifswald. Durch den Ort zieht sich eine eiszeitliche Erosionsrinne mit einem Bach, diese Rinne liegt ca. 3,0 Meter über NHN, aber Teile des Ortes liegen 18 Meter über NHN, wie z. B. der Kirchberg.

## Geschichte

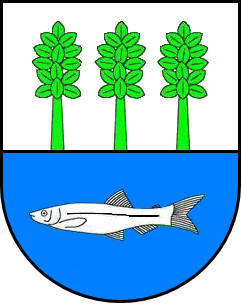
Das ehemalige Gemeindewappen von Brandshagen

Der Ort Brandshagen wurde erstmals am 17. Mai 1249 urkundlich erwähnt. Damals trug das Dorf noch den Namen Borantenhaghen. Benannt wurde der Ort nach Borante, einem Nachfahren der Rügenfürsten mit deren Seitenlinie von Putbus (Insel Rügen). In der Urkunde bestätigte Herzog Barnim I. dem Rügenfürsten Jaromar II. die Besitzrechte des genannten Borante von Borantenhaghen an Brandshagen. Borante ließ hier in frühdeutscher Zeit (1200 bis 1350) eine Turmhügelburg genannt „Seeräuberburg“ errichten, was archäologische Funde belegten. Ein Hag(en) ist ein meist von einer Hecke eingehegtes bzw. eingefriedetes Gelände.
Der heutige Mittelpunkt des Dorfes ist die alte Kirche. Um diesen Dorfkern entstand das Dorf. In den Zeiten der Kriege war Brandshagen oft von Leid geplagt, da es dicht vor der damals, militärisch wichtigen Stadt Stralsund liegt. So im Dreißigjährigen Krieg, als Wallensteins Truppen in Brandshagen lagen, oder zur Zeit der Napoleonischen Kriege, als die Brandshäger Bürger zuerst von französischen Regulären und dann von Ferdinand von Schills Freiheitstruppen ausgeplündert wurden.
1871 berichtet die staatliche Statistik: Brandshagen hatte 34 Wohnhäuser mit 80 Haushaltungen, Einwohner gab es 330, 1867 waren es noch 391. Neben der überwiegenden evangelischen Konfession mit 329 Mitgliedern gab es nur einen Bürger mit katholischer Religion.

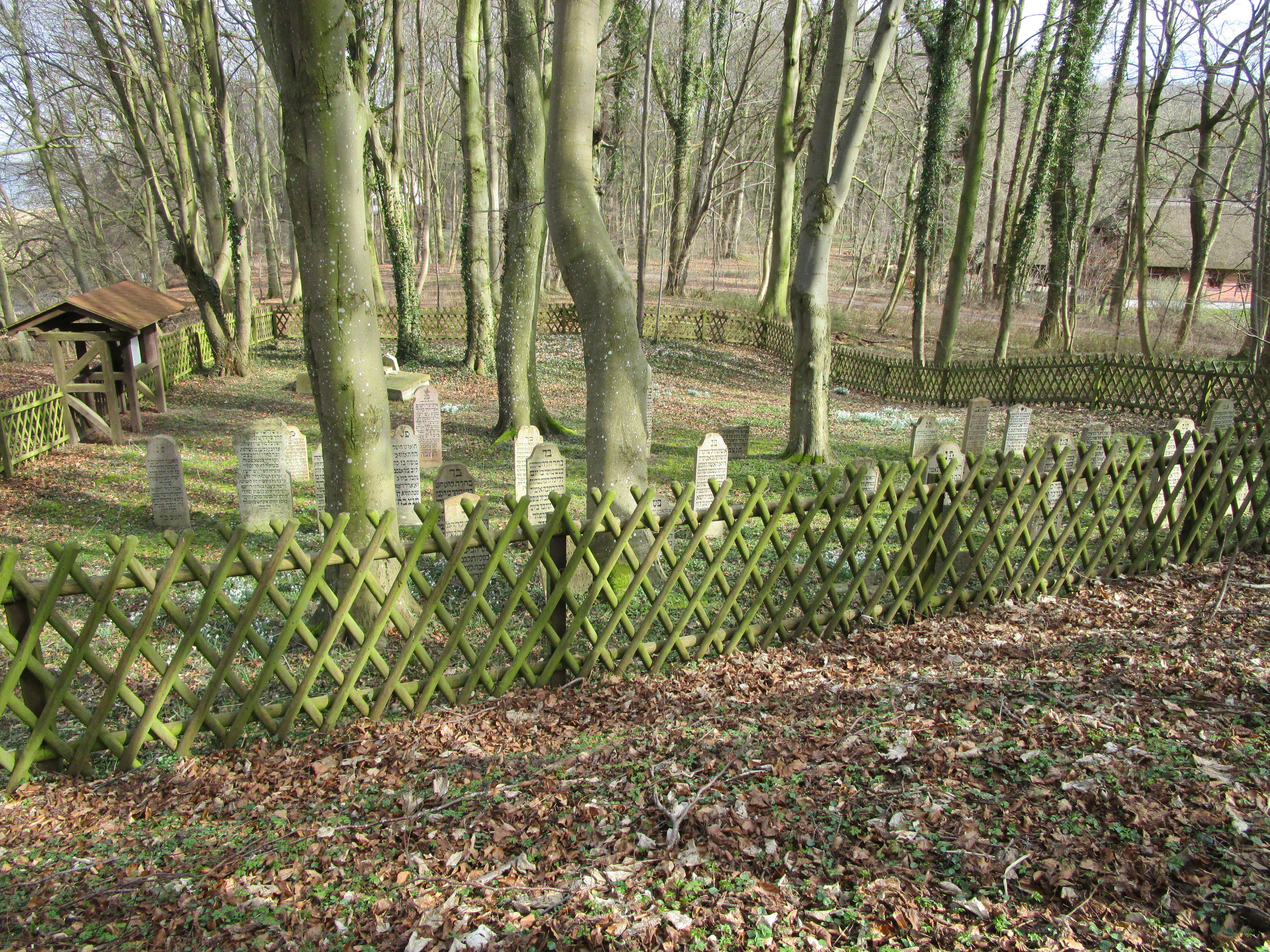
Jüdischer Friedhof Niederhof – Zustand 2016

Bereits im 18. Jahrhundert begruben jüdische Bürger aus Stralsund, Greifswald und anderen Orten ihre Angehörigen auf einem Jüdischen Friedhof, den sie nördlich des Ortsteils Niederhof kurz vor der Küste des Strelasundes angelegt hatten. Nach der letzten Beisetzung 1850 verfiel der Friedhof, wurde aber ab 1964 wieder hergerichtet und zum Kulturdenkmal erklärt.
Zum Ende des Zweiten Weltkrieges wurden auch Brandshäger Männer zum Volkssturm eingezogen, um gegen die vorrückende Rote Armee zu kämpfen, jedoch gingen sie mit weißer Flagge den sowjetischen Panzerspitzen entgegen.
Am 1. Juli 1950 wurde die bis dahin eigenständige Gemeinde Wüstenfelde eingegliedert.
Brandshagen gehörte zum Land Mecklenburg, ab dem 25. Juli 1952 zum Bezirk Rostock und ab dem 3. Oktober 1990 zum Land Mecklenburg-Vorpommern. Es lag bis zum 11. Juni 1994 im Landkreis Grimmen in dessen jeweiligem Gebietszuschnitt und anschließend im Landkreis Nordvorpommern.
In den 1980er Jahren entstanden mehrere Neubaugebiete. Im Jahr 1994 wurde neues Bauland erschlossen, an das später noch ein weiterer Straßenzug angegliedert wurde.
Die zuvor selbstständige Gemeinde Brandshagen schloss sich am 7. Juni 2009 mit den Gemeinden Behnkendorf, Horst, Kirchdorf, Miltzow, Reinberg und Wilmshagen zur neuen Gemeinde Sundhagen zusammen. Die Gemeinde Brandshagen bestand aus den Ortsteilen Groß-Miltzow, Middelhagen, Neuhof, Niederhof, Schönhof, Wüstenfelde (Eingemeindung am 1. Juli 1950) und Brandshagen.

### Wappen
Das Wappen wurde am 13. April 1999 durch das Innenministerium genehmigt und unter der Nr. 185 der Wappenrolle von Mecklenburg-Vorpommern registriert.
Blasonierung: „Geteilt von Silber und Blau; oben drei grüne Laubbäume balkenweise; unten ein silberner Fisch.“
Das Wappen wurde von dem Brandshagener Matthias Wennrich gestaltet.

### Flagge
Die Flagge der Gemeinde zeigte in drei Längsstreifen die Farben Grün-Silber (Weiß)-Blau. Der grüne und der blaue Streifen nehmen jeweils zwei Neuntel der Flaggenhöhe ein. Der silberne (weiße) Mittelstreifen nimmt fünf Neuntel der Höhe des Flaggentuchs ein und ist in der Mitte mit dem Gemeindewappen belegt. Die Höhe des Wappenschildes verhält sich zur Höhe des Flaggentuchs 4:9. Höhe und Länge des Flaggentuchs verhalten sich zueinander wie 3:5.

## Sehenswürdigkeiten

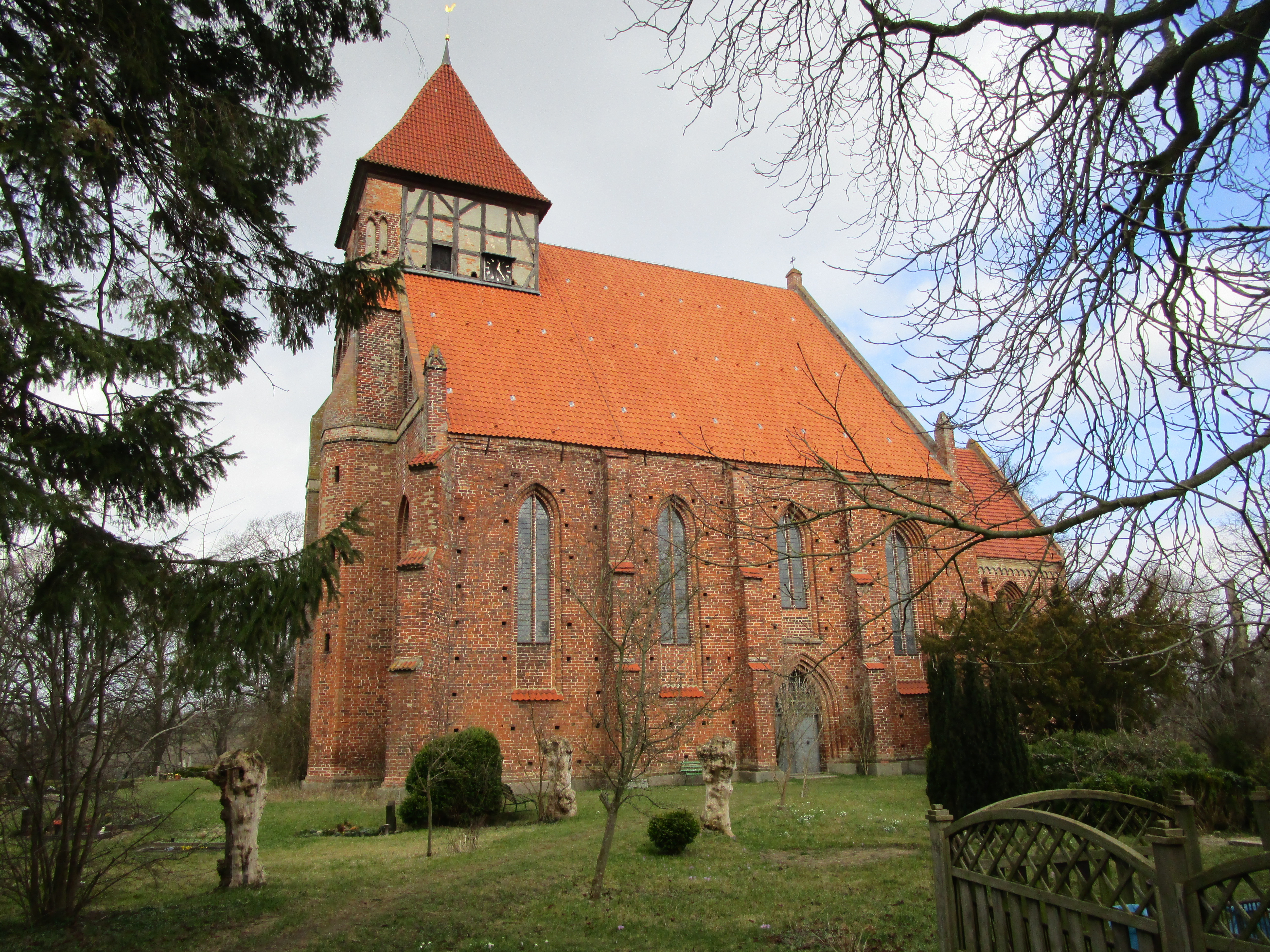
Die Kirche von Brandshagen aus Südwest

- Marienkirche Brandshagen aus dem 13. Jahrhundert
- Naturschutzgebiet Kormorankolonie bei Niederhof
- Gedenkstein auf dem ehemaligen Jüdischen Friedhof im Ortsteil Niederhof an sechs Millionen Opfer der Schoa sowie der gesamte Friedhof mit 26 heilen Steinen und weiteren 34 Bruchstücken.
- Slawischer Burgwall (600–1200) im Gutspark Niederhof
- Turmhügel „Seeräuberburg“ Brandshagen

## Verkehrsanbindung
Durch die ehemalige Gemeinde führen die Bundesstraße 105 (ehemalige alte B 96) nach Greifswald und die B 96, die als Kraftfahrstraße Stralsund mit der Autobahn A 20 bei der etwa 20 Kilometer entfernten Anschlussstelle Stralsund verbindet. 
Durch den ehemaligen Ortsteil Wüstenfelde, in dem sich ein Bahnhof befindet, führt die Eisenbahnstrecke Stralsund–Greifswald. 
Der ehemalige Ortsteil Niederhof liegt direkt am Strelasund. Ebenfalls am Strelasund – bei der Verbindung zum Deviner See – befindet sich die Marina Neuhof.